# Agua de los Padres

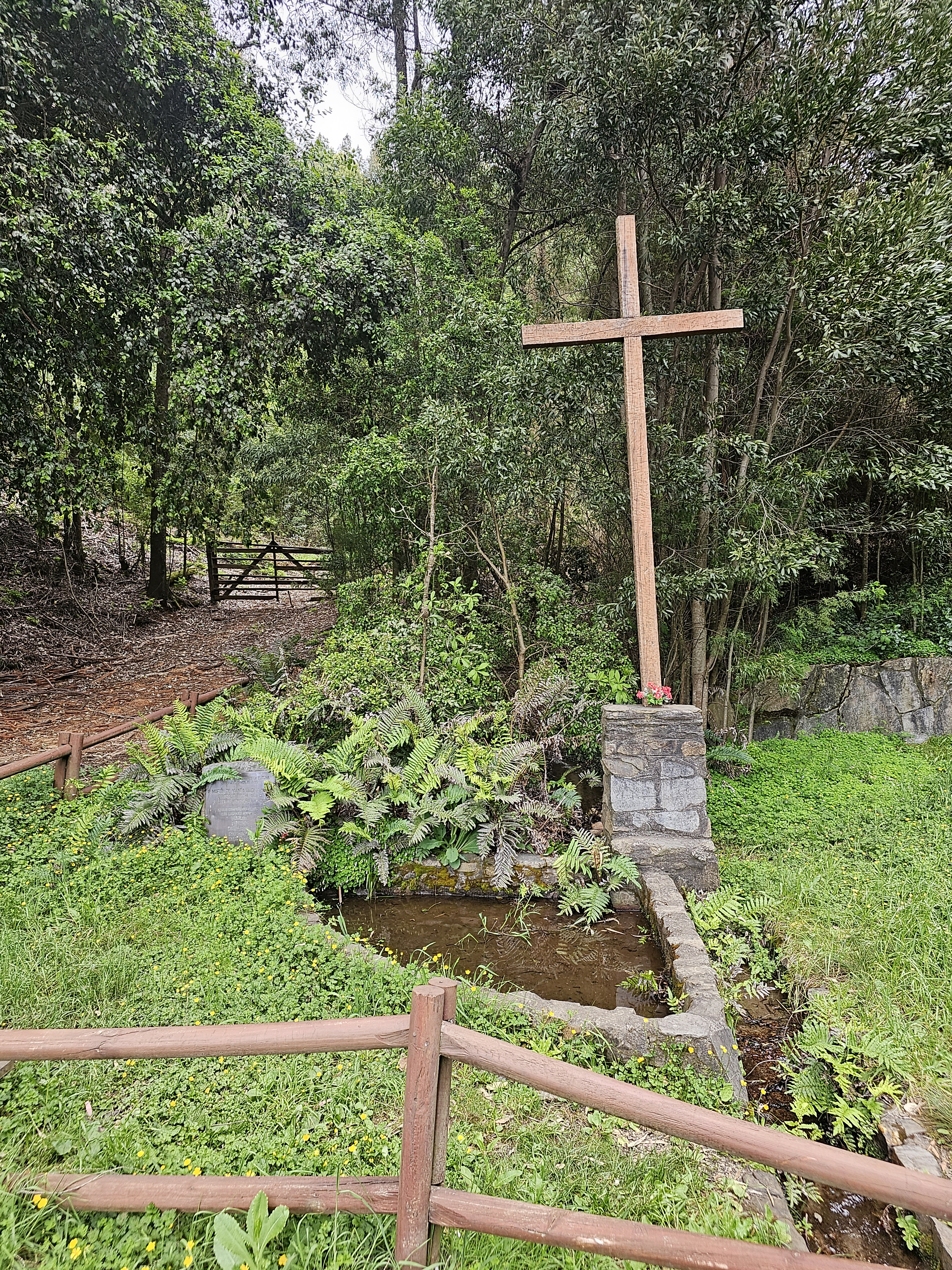
Foto del Santuario en 2023

El Agua de los Padres o también conocido desde 1999 como Santuario Agua de los Padres es un monumento conmemorativo e hito histórico ubicado en la comuna chilena de Contulmo, en el sur de la provincia de Arauco, Región del Biobío, en el camino que conecta el área urbana comunal con la ladera Sur del lago Lanalhue. Su nombre se debe a que allí fluye una pequeña vertiente de agua donde ocurrió una masacre perpetrada a tres sacerdotes jesuitas el 14 de diciembre de 1612, en compañía de cinco toquis (caciques mapuche), quienes murieron en manos de un grupo de otros mapuches liderados por el cacique Ancanamún, dentro del contexto de la denominada  «guerra defensiva» durante la Guerra de Arauco, impulsada por el misionero jesuita Luis de Valdivia. Las ocho víctimas son consideradas como mártires por la Iglesia católica.

## Historia

### Antecedentes y origen del conflicto
El origen del conflicto que tuvo como desenlace los asesinatos radicó indirectamente en las tres esposas del toqui Anganamón (o Ancanamún), dos de ellas mapuche y la tercera española de nombre María de Jorquera, con la cual tuvo una hija mestiza y había sido tomada prisionera por la tribu del líder guerrero. Todas ellas, quienes se convirtieron en las esposas del cacique por matrimonio forzado, habían conseguido fugarse con la ayuda de otros soldados españoles cautivos, llegando al Fuerte de Paicaví. El matrimonio en la época precolombina entre los mapuches solo era permitida la poliginia (poligamia masculina) bajo ciertas condiciones, particularmente jerárquicas y económicas de poder del hombre. Como resultado del Parlamento de Paicaví, el primer intento de poner una tregua al conflicto bélico entre españoles y mapuches, los líderes amerindios autorizaron el ingreso de diez sacerdotes católicos, en su mayoría jesuitas, para realizar labores de paz y de evangelización para aquellos mapuche que quisieran voluntariamente convertirse al catolicismo, además de servir como mediadores y ministros de fe en el caso de que les fueran requeridos, ayudando al desmantelamiento de las fortificaciones españolas en la región histórica de la  Araucanía, establecida como una de las condiciones producto de los acuerdos entre ambas partes beligerantes. También dentro de los acuerdos estaba contemplado el canje de prisioneros de guerra. Es por esta razón que el escape del soldado capturado por los mapuches, Juan de Torres, en compañía de las tres esposas del cacique Ancanamún, no significó para él personalmente solo una afrenta a su honra como hombre, sino que también se producía un incumplimiento de lo anteriormente estipulado para mantener la recién acordada y frágil paz. El 7 de diciembre un grupo de loncos y caciques mapuches se hicieron presentes ante la fortificación española con trariloncos atados en sus cabezas, que demostraban su autoridad y con ramos de canelos en sus manos, el árbol sagrado dentro de la religión mapuche, en señal de paz y amistad. Los líderes indígenas estaban dispuestos al diálogo y le solicitaron a los oficiales españoles presentes dos cosas: la demolición del fuerte y la entrega pacífica de las esposas. La primera condición fue fácilmente acordada y a la brevedad posible, sin embargo, el problema con la entrega de las esposas surgió cuando en su estancia como fugitivas en la fortaleza española, ellas pidieron ser bautizadas y así convertirse a la religión católica, por lo que tanto para las autoridades eclesiásticas como militares significaba un impedimento para dicha entrega, por lo que los misioneros jesuitas se ofrecieron para ir a dialogar y llegar a consenso directamente con el afectado, Ancanamún. Para dicho cometido, el cacique Utablame, considerado como Señor del Valle de Elicura, se ofreció para acompañar y proteger personalmente a los misioneros, en compañía de los caciques Tereulipe, Coñuemanque, Caniumanque y Calbuñamcu. En un comienzo fueron designados dos sacerdotes para acudir a dicha misión: el Padre Martín de Aranda Valdivia, chileno nacido en Villarrica y el Padre Horacio Vecchi, de origen italiano, al cual se sumó por su propio petitorio el recientemente ordenado sacerdote Diego de Montalbán, proveniente del Virreinato de Nueva España (actual México).

### El martirio

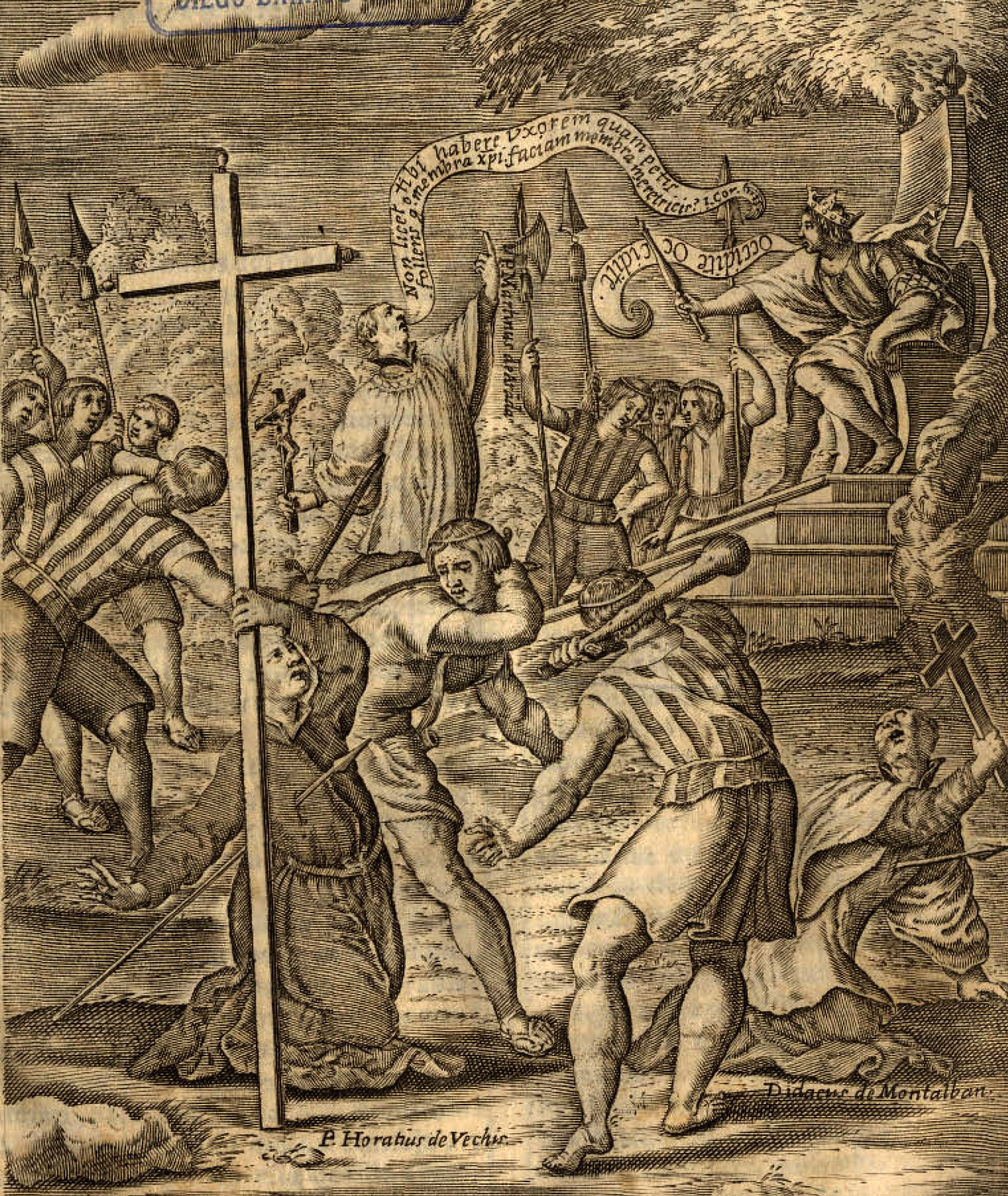
Ilustración que retrata a los «Mártires de Elicura» (obra de Alonso de Ovalle)

De acuerdo a escritos encontrados del Padre Horacio, el grupo de misioneros y toquis llegó al encuentro con Anganamón, donde lo esperaron a media legua del lago Lanalhue, en un lugar neutral en las proximidades de su tribu. En primera instancia y tal como quedó de manifiesto en una carta escrita por los misioneros el 10 de ese mes, el cacique accedió al pago de una indemnización a cambio de darle libertad a las esposas fugitivas, las cuales no tenían la intención de regresar junto a él. No obstante, cuatro días después ocurre la tragedia, cuando reaparece Ancanamún de manera agresiva y con voz altiva grita por la recuperación de sus mujeres. El Padre Martín de Aranda, quien hablaba perfecto el idioma mapuche y servía de traductor, se le aproxima para discutir la situación, sin embargo, en medio del confuso incidente es atravesado por una lanza en un ataque propinado por el propio Ancanamún, quien luego asesina del mismo modo al cacique Utablame, el cual había prometido defender a todo el grupo. La ira de Ancanamún no fue apaciguada y por el contrario, continuó con sus actos despiadados y sin entender razones, terminó de asesinar bajo el mismo método al resto de los misioneros y líderes indígenas.
La noticia sobre estos asesinatos llegó rápidamente a la Diócesis de la Santísima Concepción ubicada en ese entonces en Penco, a lo que luego trascendió la distancia y llegó a conocimiento de gran parte de las posesiones del Imperio español de la época en la llamada conquista de América. Los cuerpos fueron sepultados en la Iglesia de la Compañía de Concepción. Este asesinato trajo consigo una serie de repercusiones por parte de las autoridades imperiales españolas, lo que significó serios cuestionamientos a nivel local sobre la efectividad de la guerra defensiva, pasando a un periodo de mayor hostilidad con los mapuches, rompiendo las paces establecidas anteriormente. En 1614, el gobernador colonial de Chile, Alonso de Ribera, envío a España dos delegados para intentar de convencer al Rey Felipe III que la guerra defensiva no era necesaria, no obstante y por su parte el Padre Valdivia envió al Padre Gaspar Sobrino, cuyos argumentos sí lograron convencer al monarca para continuar abogando por la guerra defensiva en esos territorios, la cual seguía siendo financiada por el Real Situado establecido por dicho rey años antes.

### Actualidad
En octubre de 1999 se erigió una cruz de madera a modo de cruz monumental en el lugar que de acuerdo a la descripción historiográfica ocurrió el martirio, con una base hecha en piedra y con una fuente de agua a un costado. A un costado de la cruz se ubica un monolito de pequeñas dimensiones donde fue colocada una placa hecha en bronce con los nombres de los «Mártires de Elicura», nombrados así por la proximidad del hecho al valle homónimo. Dicho memorial fue inaugurado en una ceremonia presidida por el Arzobispo de Concepción, Antonio Moreno Casamitjana.